# NGC 3035
NGC 3035 ist eine Balken-Spiralgalaxie mit aktivem Galaxienkern vom Hubble-Typ SBbc im Sternbild Sextant am Südsternhimmel. Sie ist schätzungsweise 187 Millionen Lichtjahre von der Milchstraße entfernt und hat einen Durchmesser von etwa 95.000 Lj.

Im selben Himmelsareal befindet sich u. a. die Galaxie IC 574 und IC 575.
Das Objekt wurde am 5. März 1880 von Édouard Stephan entdeckt.